# Mastigotragus pyrodes
Mastigotragus pyrodes Young, 1972 è una specie di molluschi cefalopodi appartenente alla famiglia Mastigoteuthidae, unica specie del genere Mastigotragus .

## Descrizione
L'aspetto generale dei membri del genere è simile a quello degli altri Mastigoteuthidae con pinne ampie, braccia ventrali assai più lunghe e spesse delle altre, tentacoli lunghissimi e sottili con clava tentacolare non espansa dotata di ventose estremamente piccole. Mastigotragus in particolare appare molto simile a Mastigoteuthis e il più evidente carattere macroscopico che distingue i due generi è la presenza di ben visibili fotofori nel tegumento del lato dorsale di mantello e testa e sul lato ventrale delle braccia in Mastigotragus. L'esame microscopico dei fotofori mostra sensibili differenze tra i due generi, ad esempio in Mastigotragus l'organo luminoso è lievemente sporgente dal tegumento mentre in Masigoteuthis è situato in una tasca. Vi sono numerose altre differenze nella disposizione dei cromatofori e nella struttura dell'epidermide, nella palpebra dei fotofori, che è molto più grande in Mastigotragus, nella struttura dell'apparato di bloccaggio mantello-imbuto e nella dimensione delle ventose della clava tentacolare che è relativamente grande per la famiglia raggiungendo gli 0,3 mm. In M. pyrodes è presente il grande fotoforo del seno oculare. I tubercoli cutanei sono presenti nelle femmine mature, i maschi maturi non sono noti.
Il colore è violaceo molto scuro.
La taglia supera i 15 cm di lunghezza del mantello.

## Distribuzione e habitat
La specie era considerata limitata all'oceano Pacifico nordorientale nelle acque del sud della California lambite dalla corrente della California fino a che due femmine mature sono state catturate alle Hawaii.

## Tassonomia
Mastigotragus è stato considerato fino al 2014 un sinonimo di Mastigoteuthis.